# Paragetocera nigricollis
Paragetocera nigricollis es una especie de insecto coleóptero de la familia Chrysomelidae.
Fue descrita científicamente en 2004 por Zhang & Yang.